# Gordon Regguinti
Gordon Regguinti (Minnesota, 1954) és un periodista nord-americà d'ètnia anishinaabemowin, graduat en Estudis Indis a la Universitat de Minneapolis el 1987. Actualment és director executiu de la Native American Journalists Association a Minneapolis. Ha escrit The sacred harvest: ojibway wild rice gathering (1992).